# راه‌آهن زیرزمینی
راه‌آهن زیرزمینی شبکه‌ای از راه‌های مخفی و خانه‌های امن در ایالات متحده بود که توسط بردگان سیاه و با کمک متحدان، در قرن ۱۹، برای فرار به ایالت‌های آزاد و کانادا مورد استفاده قرار می‌گرفت. 

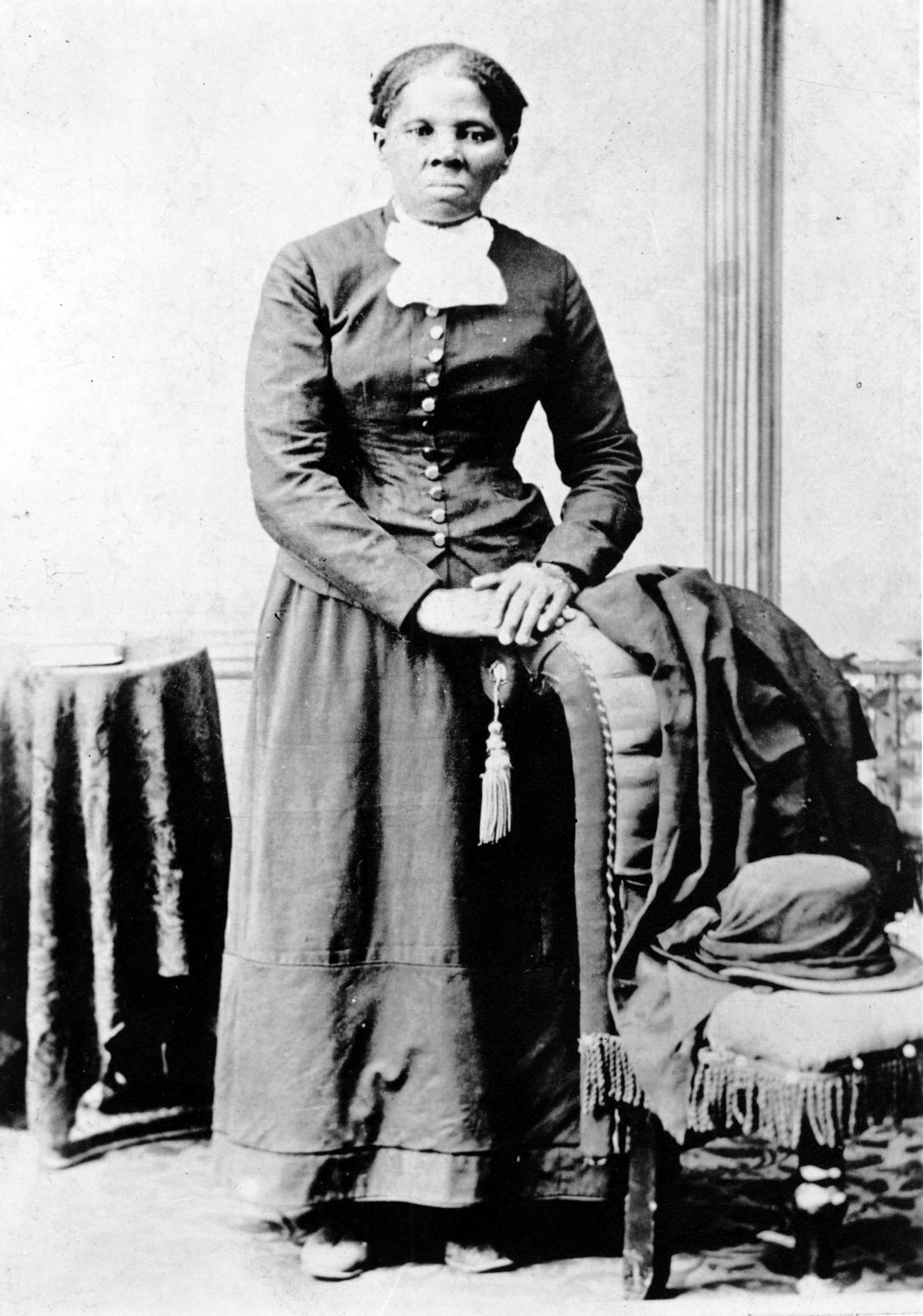
هریت تابمن یکی از کارکنان شبکه راه‌آهن زیرزمینی بود که ۱۳ سفر به ایالتهای جنوبی انجام داد و توانست ۷۰ برده را آزاد کند.

این اصطلاح همچنین به مخالفان برده‌داری، اعم از سیاه و سفید، برده یا آزاد که به بردگان فراری مساعدت می‌کردند گفته می‌شود.
حتی در دوران اوج راه‌آهن زیرزمینی، هرساله کمتر از ۱۰۰۰ تن از بردگان از همهٔ ایالت‌های برده‌دار قادر به فرار بودند، این رقم بسیار کمتر از جمعیتی بود که به‌طور طبیعی سالانه برده می‌شدند.